# Nhật Bản xâm chiếm Legazpi
Cuộc hành quân xâm lược Legazpi của Nhật Bản (Tiếng Philippines: Paglusob ng mga Hapones sa Legazpi) vào ngày 12 tháng 12 năm 1941 là một trong các cuộc đổ bộ trước của quân đội Nhật Bản như là bước đầu tiên trong Chiến dịch xâm lược Philippines. Mục đính là để giành quyền kiểm soát các đường băng địa phương, có thể được sử dụng làm căn cứ tiền phương của máy bay chiến đấu cho các hoạt động ở trung tâm Luzon. Kiểm soát Legazpi là một điểm quan trọng trong chiến lược của Nhật Bản, vì nó cũng sẽ cho phép họ kiểm soát eo biển San Bernardino, giữa các đảo Luzon và Samar, điều này sẽ ngăn chặn người Mỹ đưa quân tiếp viện từ phía nam. Cuộc đổ bộ đầu tiên diễn ra tại đảo Batan vào ngày 8 tháng 12 năm 1941. Tiếp theo là Vigan, Aparri, Legazpi, Davao, và đảo Jolo trong vài ngày tiếp theo.

## Bố trí lực lượng hai bên
Legazpi, Albay là thủ phủ của tỉnh Albay, ở cực nam Luzon ở cuối phía nam của bán đảo Bicol. Thành phố Legazpi là một cảng biển quan trọng và là ga cuối phía nam của Đường sắt Manila.
Khu vực Legazpi trên lý thuyết được bảo vệ bởi Lực lượng Nam Luzon của Tướng Parker với hai sư đoàn bộ binh, Sư đoàn 41 ở phía tây và Sư đoàn 51 ở phía đông. Với hai sư đoàn này, Parker dự kiến sẽ bao phủ một khu vực địa lý rất rộng lớn với 5 vịnh lớn thích hợp cho các hoạt động đổ bộ, và hơn 400 km (250 dặm) bờ biển thích hợp cho việc đổ bộ. Hơn nữa, cả hai sư đoàn đều thiếu người, huấn luyện kém và thiếu trang thiết bị nghiêm trọng. Ngoài ra, tình hình còn phức tạp hơn nữa khi quân nhập ngũ chỉ nói các ngôn ngữ Bicol địa phương, trong khi các sĩ quan chỉ nói tiếng Tagalog và tiếng Anh.
Về phía Nhật Bản, Tướng Homma đã tổ chức một biệt đội gồm 2,500 người từ Sư đoàn 16 Nhật Bản, do Thiếu tướng Naoki Kimura chỉ huy, với Cụm Bộ binh từ Sở chỉ huy, Trung đoàn Bộ binh 33 và một khẩu đội từ Trung đoàn Pháo dã chiến 22. Ông cũng có một đơn vị gồm 575 người từ Lực lượng Đặc nhiệm Hải quân Kure 1.
Lực lượng đổ bộ được hỗ trợ bởi một hạm đội lớn của Hải quân Đế quốc Nhật Bản do Chuẩn Đô đốc Kyuji Kubo chỉ huy, bao gồm tuần dương hạm hạng nhẹ Nagara, các khu trục hạm Yamakaze, Suzukaze, Kawakaze, Umikaze, Yukikaze, Tokitsukaze, các tàu tiếp liệu thuỷ phi cơ Mizuho và Chitose, hai tàu quét mìn, 2 tàu tuần tra và 7 tàu vận tải.
Sự yểm trợ từ xa được hỗ trợ bởi Phó Đô đốc Ibō Takahashi cùng với tàu sân bay Ryūjō, tuần dương hạm hạng nặng Haguro, Myōkō và Nachi cùng khu trục hạm Shiokaze. Ngoài ra, hạm đội còn được tháp tùng bởi Hải đội Khu trục 2 cùng với tuần dương hạm hạng nhẹ Jintsu và các khu trục hạm Amatsukaze, Hayashio, Kuroshio, Hatsukaze, Natsushio, và Oyashio, vốn được giao nhiệm vụ rải mìn tại eo biển San Bernardino.

## Đổ bộ và kết quả
Biệt đội Kimura đổ bộ lên Legazpi vào sáng ngày 12 tháng 12 mà không gặp phải sự kháng cự, vì quân đội Mỹ gần nhất cách đó hơn 240 km (150 dặm). Đến 09:00, họ đã kiểm soát cả sân bay và đường sắt. Ngày hôm sau, lực lượng yểm trợ hải quân Nhật Bản rút về Palau.
Sư đoàn 51 Philippines đã gửi một tiểu đoàn công binh về phía nam vào bản đảo Bicol để phá huỷ các cây cầu và ngăn chặn trang thiết bị đường sắt rời vào tay quân Nhật. Cuộc phản công đầu tiên của Hoa Kỳ là một cuộc tấn công bắn phá vào ngày 12 tháng 12 bởi 2 máy bay chiến đấu của Không lực Viễn Đông vào đường băng mới chiếm được tại Legazpi, giết chết 3 lính Nhật. Tiếp theo là một cuộc tấn công của 3 máy bay ném bom Boeing B-17 Flying Fortress, phá huỷ 9 máy bay Nhật trên đường băng Legazpi. Tuy nhiên, chỉ có một chiếc B-17 quay trở lại căn cứ tại sân bay Del Monte.
Khi thành phố Legazpi đã được kiểm soát, Kimura gửi lực lượng của mình lên phía bắc trên Quốc lộ 1 để đánh chiếm thành phố Naga, thủ phủ của tỉnh Camarines Sur vào ngày 18 tháng 12. Tiếp tục lên phía bắc từ Naga và sửa chữa các cây cầu khi họ tiến lên, quân Nhật đến thị trấn Sipocot vào ngày 19 tháng 12 và Daet, thủ phủ của tỉnh Camarines Norte vào ngày 21 tháng 12. Tướng Parker ra lệnh cho hai đại đội của Sư đoàn Bộ binh 52 đứng vững ở phía bắc Sipocot, vì bán đảo Bicol rất hẹp trong khu vực đó, cho phép một lực lượng nhỏ trì hoãn đáng kể bước tiến của người Nhật. Sáng sớm ngày 22 tháng 12, một đại đội thuộc Phân đội Kimura đối đầu với quân Mỹ. Tuy nhiên, Sư đoàn Bộ binh 52 có một vị trí địa lý tốt, và đã có thể đẩy quân Nhật 10 km (6 dặm) về phía nam.
Tuy nhiên, vào ngày 23 tháng 12, quân Nhật đã đổ bộ lên Atimonan, thủ phủ của tỉnh Quezon ở phía bắc các vị trí của Mỹ. Mặc dù bị bao vây, một phần của Sư đoàn Bộ binh 52 đã tìm cách quay trở lại phòng tuyến của quân Mỹ.

## Hậu quả
Nhìn lại, cuộc đổ bộ tiến công của Nhật Bản ở miền nam Luzon, bao gồm cả tại Legazpi, phần lớn đã hoàn thành mục tiêu chiến lược của nó là bao vây các lực lượng Mỹ ở trung tâm Luzon, ngăn chặn cả việc trốn thoát và tiếp viện. Về mặt chiến thuật, các sân bay chiếm được rất nhỏ, và với sự tiến quân nhanh chóng của Nhật Bản vào cả miền trung và miền nam Luzon, chẳng bao lâu nữa là không cần thiết cho các hoạt động tiếp theo.